# 陈仕元 (学者)
陈仕元（英語：Shih-Yuan Michael Chen，？—1987年），美国计算机科学家、宇航研究专家。

## 生平
1948年毕业于国立中央大学工学院（后改为南京工学院即今東南大學）。后赴美学，1955年获俄亥俄州立大学博士学位。曾任西雅图大学教授、兰德公司研究员、波音公司太空飞行研究中心总裁。
1987年於在洛杉磯過世。

## 纪念
1988年7月8號俄亥俄州立大学設立“Shih-Yuan Michael Chen Scholarship Fund”，1990年4月6日更名為“The Michael Shih-Yuan Chen Memorial Scholarship Fund”，2004年2月6日，根據其家族及工程學院的要求，將其遺孀的名字加進去，改名為“Dr. Michael Shih-Yuan and Anna Lee Chen Family Fund in Engineering”。資助一到多名來自原南京工學院（現東南大學）學生來俄亥俄州立大學留學，如果沒人申請，就資助來自中國大陸的工程類學生，如果還沒人申請，就資助讀工程的美籍華人。
2004年起，俄亥俄州立大学機械工程系和研究生院舉辦陈仕元系列講座。